# Pasur
Pasur (persisch: پاسور) ist ein persisches Karten-Raubspiel. Im Iran ist es auch unter den Namen Chahâr Barg (4 Karten), Haft Khâj (Sieben mal Kreuz), Haft Va Chahâr (Sieben und Vier) oder Yâzdah (Elf) bekannt. Das Spiel kann mit zwei bis vier Spielern gespielt werden. Im Iran ist es weit verbreitet. Der Ausdruck Pasur wird im Iran bisweilen auch als Synonym für alle Arten von Kartenspielen verwendet. Der Ursprung des Namens ist russisch. Pasur wird bisweilen mit den Kartenspielen Cassino oder Scopa verglichen.

## Blatt
Pasur wird mit einem Französischen Blatt mit 52 Karten ohne Joker gespielt. Die Karten nehmen im Spiel unterschiedliche Werte an. Mit jeweils einem Punkt werden die Buben und Asse bewertet. Als Sonderkarten unter den Zahlenspielkarten gelten die Kreuz-Zwei, die mit zwei und die Karo-Zehn, die mit drei Punkten bewertet wird.

## Regeln

### Verteilen
Das Spiel kann mit zwei bis vier Spielern gespielt werden. Vier Spieler bilden Zweierteams, wobei die Spielpartner sich jeweils über Kreuz gegenübersitzen. Die Karten werden im Uhrzeigersinn verteilt. Jeder Spieler erhält zu Beginn 4 Karten, in die Mitte werden weitere vier aufgedeckte Karten gelegt. ist hierbei ein Bube, wird dieser mittig in den Stapel gelegt und durch eine andere Karte ersetzt. Sollte auch dies wieder ein Bube sein oder sind gleich zu Beginn mehrere Buben oder mehr als zwei gleiche Bildkarten auf dem Tisch, wird das Blatt neu gemischt und verteilt.
Der Spieler der links neben dem Kartengeber sitzt beginnt. Der Reihe nach werden die Karten ausgespielt. Kann keine Karte aufgenommen werden, bleiben die ausgespielten Karten offen auf dem Tisch liegen. Haben alle Spieler ihre Handkarten ausgespielt, werden erneut 4 Karten an jeden Spieler ausgeteilt. Die letzte Spielrunde wird dabei vom Kartengeber mit Daste Achar ("letzte Hand") angesagt. Nach jeder vollen Runde wechselt die Rolle des Gebers im Uhrzeigersinn.

### Aufnehmen und Punkte
Wird eine Karte ausgespielt, so kann der Spieler mit dieser in folgenden Fällen Karten vom Tisch aufnehmen:
- spielt der Spieler eine Zahlenspielkarte, so kann er mit dieser zusammen eine weitere aufnehmen, wenn die Summe der Zahlen elf ergibt (also sieben und vier, Ass und zehn etc.). Dies kann auch durch Kombination von mehr als zwei Karten erfolgen (z. B. fünf und vier und zwei oder acht und dreimal Ass)
- spielt der Spieler eine Bildkarte (Dame oder König), so kann er damit eine gleichartige Karte aufnehmen.
- spielt der Spieler einen Buben, so kann er damit alle auf dem Tisch liegenden Zahlenspielkarten und Buben aufnehmen. Wird ein Bube gespielt, ohne dass eine Zahlenkarte auf dem Tisch liegt, bleibt der Bube liegen und kann mit dem nächsten ausgespielten Buben aufgenommen werden.
- bleiben am Ende der Runde Karten auf dem Tisch liegen, erhält sie derjenige Spieler, der als letzter Karten aufnehmen konnte.

In jeder Runde sind bis zu 20 reguläre Punkte zu vergeben:
- 7 Punkte erhält der Spieler, der die meisten Kreuzkarten aufgenommen hat. Haben zwei Spieler gleich viele Kreuzkarten aufgenommen, entfallen diese Punkte.
- Für die Sonderkarte Karo-Zehn erhält der Spieler 3 Punkte, für die Kreuz-Zwei gibt es  2 Punkte
- Für Asse und Buben erhält der Spieler jeweils einen Punkt.

Zusätzlich kann ein Spieler Sonderpunkte erhalten, wenn er mit seinem Spiel alle auf dem Tisch liegenden Karten abräumen kann, ohne einen Buben ausgespielt zu haben (Sur). Er erhält dafür 5 Punkte. Die Zahl der Sur pro Runde ist nicht begrenzt. Ein Sur kann nicht mit dem letzten Blatt einer Runde erzielt werden. Erzielte Sur des Gegners können durch das Erzielen eigener Sur ausgeglichen werden, bei der Auszählung der Punkte zählt zur Ermittlung der durch Sur erzielten Punkte nur die Differenz zur Anzahl der vom Gegner erzielten Sur. Hat ein Spieler in einer Runde 80 % der zum Gesamtsieg nötigen Punkte erreicht, werden für ihn ab der nächsten Runde keine Sur mehr gewertet. Er kann jedoch weiterhin mit eigenen Sur solche des Gegenspielers ausgleichen.
Bei vier Spielern werden die Punkte jeweils für das Team gemeinsam ausgezählt.

### Spielende
Es wird gespielt, bis ein Spieler oder Team 52 Punkte erreicht. Alternativ können andere Endpunktstände vor Spielbeginn vereinbart werden. Verbreitete Varianten sind unter anderem 62 Punkte bzw. die doppelte übliche Punktzahl (also 104 bzw. 124 Punkte).